# Satu Hassi
Satu Maijastiina Hassi (Helsinki, 3 giugno 1951) è una politica e scrittrice finlandese, ministra dell'Ambiente dal 1999 al 2002, membro del Parlamento europeo dal 2004 al 2014, parlamentare nazionale dal 1991 al 2004 e poi nuovamente dal 2015 al 2023.

## Biografia

### Studi e carriera politica
Figlia di Osmo Hassi, che fu rettore dell'Università di tecnologia di Tampere, Satu Hassi studiò presso l'Università di Helsinki e si laureò in ingegneria elettrica. Praticò la professione di ingegnere progettista e svolse anche il lavoro di ricercatrice universitaria.
Negli anni ottanta, praticò anche l'attività di scrittrice, pubblicando libri di poesie, romanzi e saggi. Nei suoi scritti, si concentrò particolarmente sulla condizione femminile.
Attiva sin da ragazza nelle associazioni studentesche e nei movimenti pacifisti, nel 1984 entrò in politica candidandosi al consiglio comunale di Tampere e risultò eletta. In occasione delle elezioni parlamentari del 1991, fu eletta parlamentare all'Eduskunta con la Lega Verde. Restò deputata per i successivi tredici anni, rivestendo in più occasioni il ruolo di capogruppo dei Verdi.
Nel 1999, l'allora Ministro capo della Finlandia Paavo Lipponen scelse Satu Hassi come Ministro dell'Ambiente nel suo secondo esecutivo. La donna rassegnò le dimissioni nel 2002, quando i Verdi decisero di uscire dall'alleanza di governo criticando la scelta di costruire un terzo reattore nella centrale nucleare di Olkiluoto. Satu Hassi, che in veste di ministra aveva osteggiato il progetto e che già anni addietro aveva affermato che si sarebbe dimessa in caso di appoggio del governo a simili progetti, contestò fortemente il ricorso all'energia nucleare anche negli anni successivi.

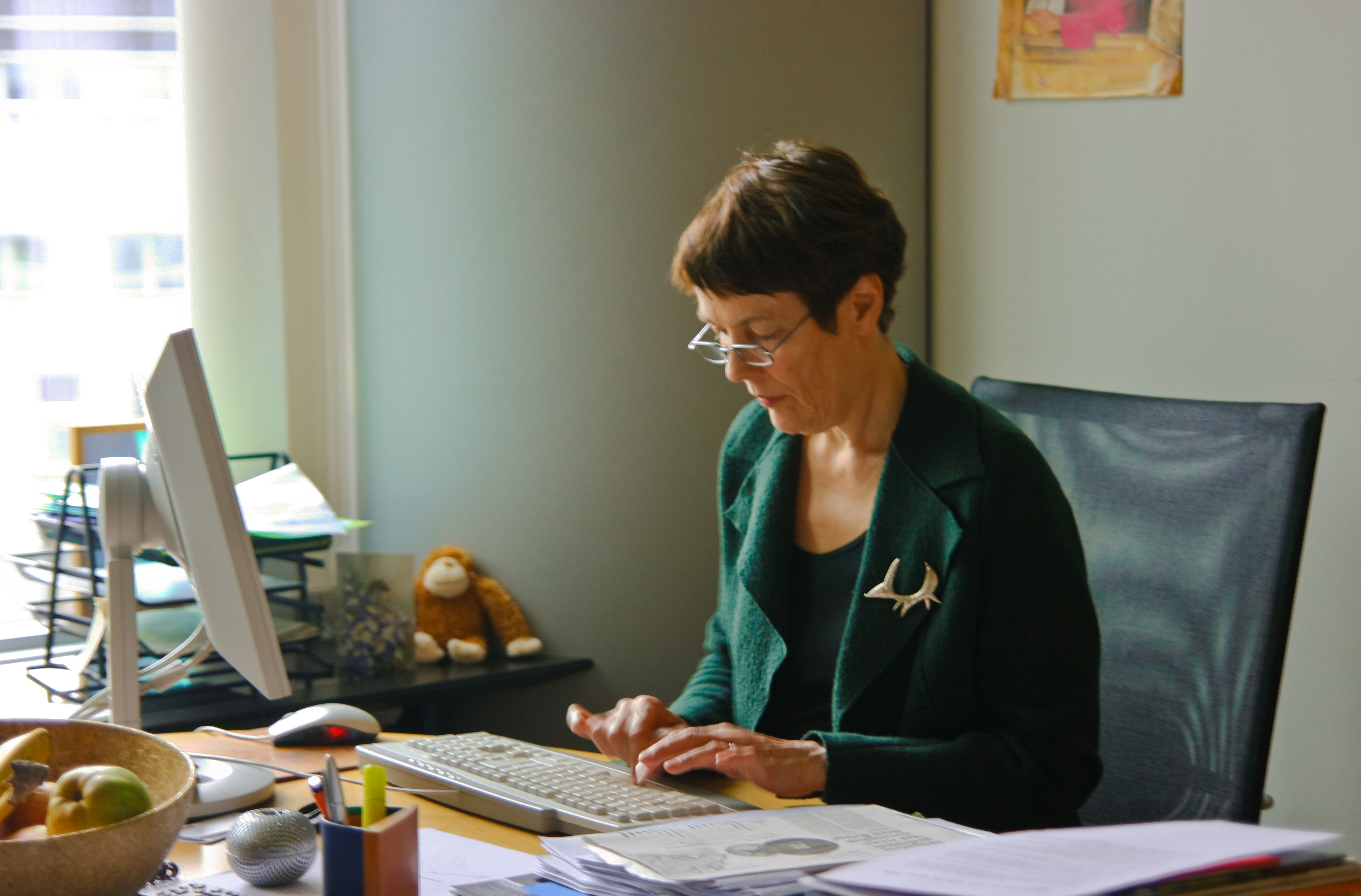
Satu Hassi nel suo ufficio di Bruxelles

Nel 2004 lasciò il suo seggio in Parlamento, venendo sostituita da Oras Tynkkynen, dopo aver vinto le elezioni europee. Fu l'unica esponente dei Verdi nella delegazione finlandese all'Europarlamento. Venne riconfermata per un secondo mandato anche nella successiva tornata elettorale e prestò servizio come eurodeputata per un totale di dieci anni. Esponente del gruppo I Verdi/Alleanza Libera Europea, fu membro e vicepresidente della commissione per l'ambiente, la sanità pubblica e la sicurezza alimentare del Parlamento europeo.
Nel 2014 non si candidò nuovamente al Parlamento Europeo, si presentò invece alle elezioni parlamentari in Finlandia del 2015 e risultò eletta, tornando all'Eduskunta dopo undici anni di assenza. Fu riconfermata anche nelle elezioni del 2019. Al termine di quel mandato, rifiutò di candidarsi ulteriormente.
Dal 2003 al 2013 Satu Hassi fu membro del consiglio di amministrazione del Worldwatch Institute.

### Vita privata
Tra il 1974 e il 1983, fu sposata con il docente universitario Rolf Hernberg, con il quale ebbe due figlie. Nel 1995 sposò il docente di fisica Jukka Valjakka, che si ammalò di SLA e la lasciò vedova nel 2021.
Nel 2000 le fu diagnosticato un tumore al seno, per il quale subì un intervento chirurgico. Su questa esperienza, scrisse un libro.
Nel suo libro di memorie, pubblicato nel 2018, Satu Hassi rivelò di aver subito una violenza sessuale all'età di undici anni, quando fu stuprata da due vicini di casa quindicenni. Riferì di aver raccontato per la prima volta questo episodio solo all'età di trent'anni.

## Opere
- Magdaleena ei häpeä enää: Runoja, WSOY, 1984, ISBN 951-0-12621-7.
- Naaraskierre, WSOY, 1986, ISBN 951-0-13779-0.
- Käärme ja tiedon puu: Naisnäkökulmia tekniikkaan, WSOY, 1987, ISBN 951-0-14653-6.
- Seinä jota ei ole: tottelemattomuusharjoituksia, WSOY, 1988, ISBN 951-0-15402-4.
- Lukion fysiikka, WSOY, 1994–2001, ISBN 951-0-21497-3.
- Maapallohaaste, Helsinki, Otava, 1999, ISBN 951-1-15400-1.
- Tukka hattuhyllyllä, WSOY, 2002, ISBN 951-0-27264-7.
- Mannerheim-solki ja punalippu, Siltala, 2018, ISBN 978-952-234-513-4.